# Diocesi di Arca di Armenia
La diocesi di Arca di Armenia (in latino Dioecesis Arcensis in Armenia) è una sede soppressa del patriarcato di Costantinopoli e sede titolare della Chiesa cattolica.

## Storia
Arca di Armenia, identificabile con Akçadağ (già Arga), nel distretto omonimo, in Turchia, è un'antica sede episcopale della provincia romana dell'Armenia Seconda nella diocesi civile del Ponto. Faceva parte del patriarcato di Costantinopoli ed era suffraganea dell'arcidiocesi di Melitene.
La diocesi è documentata nelle Notitiae episcopatuum del patriarcato fino al XII secolo.
Sono quattro i vescovi conosciuti di questa antica diocesi: Acacio partecipò al concilio di Efeso del 431; Giovanni fu presente al concilio di Calcedonia nel 451 e sottoscrisse la lettera dei vescovi dell'Armenia Seconda all'imperatore Leone (458) in seguito all'uccisione del patriarca alessandrino Proterio; Leonzio e Gregorio parteciparono rispettivamente al secondo e al terzo concilio di Costantinopoli.
Dal XVIII secolo Arca di Armenia è annoverata tra le sedi vescovili titolari della Chiesa cattolica; la sede è vacante dal 3 dicembre 1987.

## Cronotassi

### Vescovi greci
- Acacio † (menzionato nel 431)
- Giovanni † (prima del 451 - dopo il 458)
- Leonzio † (menzionato nel 553)
- Gregorio † (menzionato nel 680)

### Vescovi titolari
I vescovi di Arca di Armenia appaiono confusi con i vescovi di Arca di Fenicia, perché nelle fonti citate le cronotassi delle due sedi non sono distinte.
- Tommaso, O.F.M. † (4 luglio 1449 - ?)
- Melchor Serrano Lázaro, Sch.P. † (15 settembre 1788 - 31 dicembre 1800 deceduto)[3]
- Albert Léon Marie Le Nordez † (25 giugno 1896 - 28 novembre 1898 nominato vescovo di Digione)
- Giordano Corsini † (7 luglio 1932 - 14 aprile 1933 deceduto)
- Heinrich Leven, S.V.D. † (25 aprile 1933 - 31 gennaio 1953 deceduto)
- Salvador Martínez Aguirre, S.I. † (4 luglio 1958 - 3 dicembre 1987 deceduto)